# 西村榮男
西村榮男是一位日本業餘天文學家和彗星獵人，出生於靜岡縣掛川市。他曾發現過許多彗星、新星和矮新星。

## 生涯
西村榮男出生於現在的靜岡縣濱松市天龍區。 年輕時聽說池谷薰發現了一顆彗星，所以決定自己也要發現一顆新恆星。後來從初中老師那裏得知本田實的著作，於是對恆星的興趣逐漸增加，最終他放棄升學，自己製作光學系統外的所有設備，開始嘗試發現新的天體。

1994年7月5日，西村榮男使用雙筒望遠鏡發現了一顆新彗星，同時發現彗星的有中村正光及唐納德·愛德華·馬赫霍爾茲（Donald Edward Machholz），該彗星被命名為C/1994 N1。 發現彗星的地方立有石碑，周圍地區被稱為“發現彗星之丘”。
自2000年以來，他利用長焦鏡頭和數碼相機發現了許多新星和矮新星。2021年7月22日，他發現第二顆新彗星C/2021 O1。2023年8月12日，他發現第三顆新彗星C/2023 P1。

## 榮譽
小行星4948也被命名為西村，來紀念西村榮男的成就。
西村榮男曾多次獲得日本天文学会天体發現獎及日本天文学会天体發現功労獎。